# 台山蠔
臺山蠔（学名：Taishan Oyster），又名台山蚝或金蚝，属牡蠣目牡蛎科的一种。
台山蚝是一种棲息在广东省江门市台山沿海的生物。是国家地理标志农产品之一，亦是国家农产品地理标志保护产品。粤港澳大湾区江门台山著名的海产品。

## 分佈
- 本物種分佈於中国大陆广东省的大广海湾经济区西南沿岸。